# Paweł Gawron
Paweł Jan Gawron (ur. 23 marca 1921 w Rydułtowach, zm. 1 października 1983 w Wodzisławiu Śląskim – Rydułtowach) – gimnastyk, olimpijczyk z Helsinek 1952.
Reprezentant śląskich klubów: Naprzód Rydułtowy i Górnik Radlin.
Na igrzyskach olimpijskich w 1952 r. w Helsinkach zajął:
- 13. miejsce w wieloboju drużynowym
- 109. miejsce w wieloboju indywidualnym
- 63. miejsce w ćwiczeniach na koniu z łękami
- 79. miejsce w ćwiczeniach na drążku
- 81. miejsce w ćwiczeniach na poręczach
- 117. miejsce w ćwiczeniach na kółkach
- 119. miejsce w ćwiczeniach wolnych
- 177. miejsce w skoku przez konia